# Lac Dix Milles
Le lac Dix Milles est un plan d'eau situé dans le territoire non-organisé de Lac-Nilgaut, à 100 km au nord de Rapides-des-Joachims, Pontiac, Québec, Canada.